# Sussan Taunton
Sussan Taunton (Santiago de Chile, 13 de febrero de 1970) es una actriz mexicana de origen chileno y  ascendencia inglesa, radicada en México desde principios de la década de los 90.
Relacionada amorosamente con Carlos Espejel, Diego Schoening, José Alberto Castro, Aitor Iturrioz, Claudio Antonovich (padre de sus dos hijas), Héctor Soberón, entre otros varios, mismas relaciones que la alejaron de las telenovelas en forma casi definitiva.

## Carrera
Nacida en Santiago de Chile, Sussan empezó su carrera como actriz con una pequeña participación en 1990 en la telenovela El milagro de vivir, producida por Televisión Nacional de Chile. Esta fue la primera telenovela que produjo el canal estatal después del fin de la dictadura militar en Chile.
Posteriormente viaja a México donde se establece definitivamente y debuta en el país azteca con una participación especial en la telenovela de 1991 La pícara soñadora, producida por Televisa de la mano de Valentín Pimstein. En 1992 realiza su primer papel estelar en la telenovela juvenil de Emilio Larrosa Mágica juventud.
A partir de aquí empieza a ascender y realiza papeles cada vez más importantes, en telenovelas como Volver a empezar y El premio mayor, también producidas por Emilio Larrosa.
En 1996 realiza su primera villana interpretando a la malvada Erika en la telenovela infantil Luz Clarita, producida por MaPat L. de Zatarain, este papel la consagró como promisoria actriz juvenil.
En los años siguientes participa en las telenovelas Camila y El niño que vino del mar, interpretando a la villana de la historia y a la dulce institutriz francesa de Felipín (Imanol Landeta). Después de esta última se retira del medio artístico para dedicarse a la maternidad, pues según ella al nacer su primera hija, quedó "embelesada" y no quería despegarse por ningún momento de ella. Dos años después se convierte en madre por segunda vez.
Luego de once años de ausencia, retorna a la televisión con una participación especial la telenovela Cuando me enamoro, producida por Carlos Moreno Laguillo. Sin embargo, la actriz confiesa que le fue muy difícil retornar al medio artístico: «Tienes currículo, pero eres nueva, hace poco me dijo Pedro Damián que no me veía ni chavita, ni mayor, que era difícil darme un papel así».
Pero su gran regreso a la pantalla chica se da definitivamente en 2011, en la telenovela Esperanza del corazón. El productor Luis de Llano Macedo fue quien le dio esta posibilidad a la actriz, quien dijo estar muy agradecida con el productor por darle esta gran oportunidad. En la telenovela, Sussan interpretó a la madre interesada de una adolescente interpretada por Sofía Castro.
En 2012 se integró al elenco en la telenovela de Televisa Porque el amor manda del productor Juan Osorio, donde interpretó a Delia Torres.

### Unitarios
- La rosa de Guadalupe
  - Frente al árbol de manzanas .... Rita
  - Hermosa luna (2014) .... Constanza
  - Unos ojos que encantan (2013) .... Erika
  - El intruso (2012) .... Dolores

### Telenovelas
- Mi corazón es tuyo (2014) .... Doctora
- Por siempre mi amor (2013) .... Lorenza
- Porque el amor manda (2012) .... Delia Torres
- Esperanza del corazón (2011) .... Karyme
- Cuando me enamoro (2010) .... Luciana Peniche
- El niño que vino del mar (1999) .... Bernardette Fontaner
- Camila (1998) .... Renata
- Luz Clarita (1996) .... Érika Lomelí
- El premio mayor (1995) .... Déborah Domensáin
- Volver a empezar (1994) .... Rita
- Dos mujeres, un camino (1993) .... Susy
- Mágica juventud (1992) .... Claudia
- Al filo de la muerte (1991-1992) .... Lindsay
- La pícara soñadora (1991) .... Agripina
- El milagro de vivir (1990)